# اولدزموبیل ایروتک

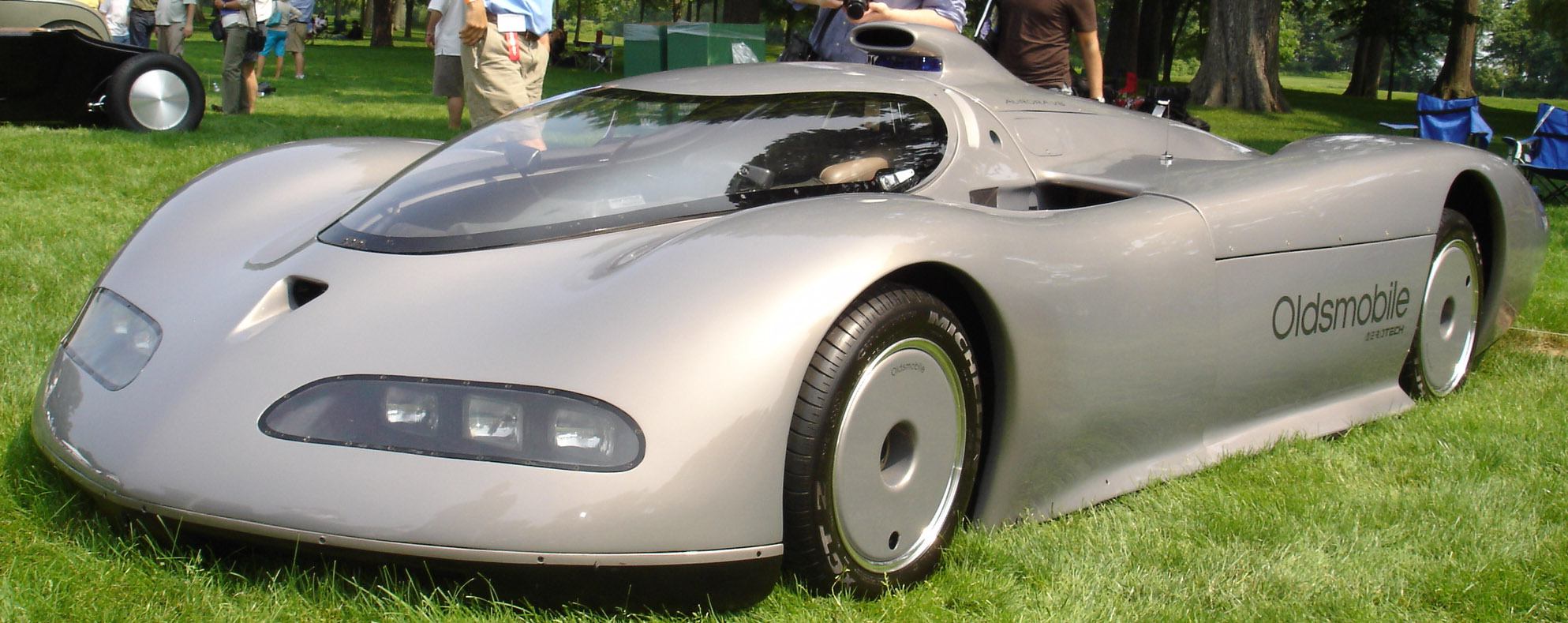
اولدزموبیل ایروتک

اولدزموبیل ایروتک (انگلیسی: Oldsmobile Aerotech) خودروی مفهومی ساخت شرکت اولدزموبیل بود که بین سال‌های ۱۹۸۷ تا ۱۹۹۲ و به منظور تولید یک خودرو سرعتی ساخته شد. البته هیچگاه فیلم یا عکسی از ثبت سرعت و شکستن رکورد‌های این خودرو دیده نشده و فقط در حد تئوری بوده‌است.